# (3885) Богородский
(3885) Богородский (лат. Bogorodskij) — типичный астероид главного пояса, открыт 25 апреля 1979 года советским астрономом Николаем Черных в Крымской астрофизической обсерватории и 18 февраля 1992 года назван в честь советского астронома Александра Богородского.

## Обнаружение и именование
(3885) Богородский
Открыт 25 апреля 1979 года в Научном Н. С. Черных.
Назван в память о советском астрофизике Александре Фёдоровиче Богородском (1907—1984), директоре астрономической обсерватории Киевского университета, хорошо известном своими работами по гравитации Эйнштейна, физике Солнца и планетарным туманностям.
Оригинальный текст (англ.)3885 Bogorodskij
Discovered 1979-04-25 by Chernykh, N. at Nauchnyj.
Named in memory of Aleksandr Fyodorovich Bogorodskij (1907—1984), Soviet astrophysicist, director of the Astronomical Observatory of Kiev University, well known for his works on Einsteinian gravitation, solar physics and planetary nebulae.
Источники: DISCOVERY.DB; M.P.C. 19693.

## Орбита

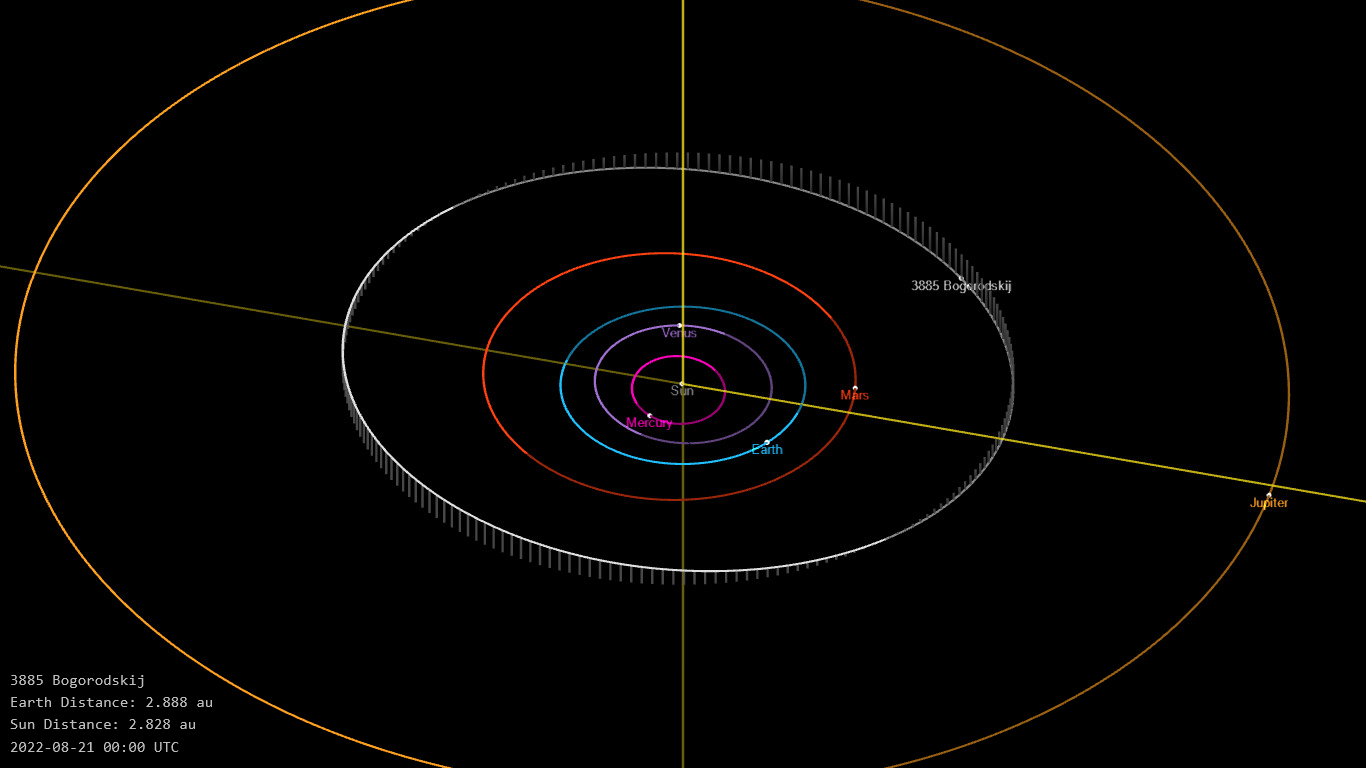
Орбита астероида Богородский и его положение в Солнечной системе

## Физические характеристики
Из результатов второго этапа спектроскопической съёмки малых астероидов главного пояса (Small Main-belt Asteroid Spectroscopic Survey, SMASSII) следует, что астероид относится к таксономическому классу Cg, а из наблюдений телескопа VISTA — к классу S.
По результатам наблюдений в видимом и ближнем инфракрасном диапазоне космического телескопа NEOWISE и наблюдений в инфракрасном диапазоне спутника Akari диаметр астероида оценивался равным 15,049±0,136 км, 15,59±0,69 км, 14,67±5,43 км и 13,76±4,23 км. Согласно тем же источникам альбедо оценивается как 0,0546±0,0098, 0,111±0,011, 0,05±0,04, 0,055±0,010 и 0,055±0,041.